# A352 (Frankrijk)
De A352 is een autosnelweg in Frankrijk die het zuiden van Molsheim en de vallei van de Bruche verbindt met de A35 nabij Entzheim.